# Helle Tuxen
Helle Tuxen (Stavanger, 4 de septiembre de 2001) es una deportista noruega que compite en saltos de trampolín. Ganó una medalla de plata en el Campeonato Europeo de Natación de 2024, en la prueba de trampolín 3 m.

## Palmarés internacional
| Campeonato Europeo | Campeonato Europeo | Campeonato Europeo | Campeonato Europeo |
| Año                | Lugar              | Medalla            | Prueba             |
| ------------------ | ------------------ | ------------------ | ------------------ |
| 2024               | Belgrado (Serbia)  | Medalla de plata   | Trampolín 3 m      |